# Holy Man
Holy Man is een Amerikaanse film uit 1998 onder regie van Stephen Herek. 

## Verhaal
De financier McBainbridge koopt het telewinkelkanaal Good Buy Shopping Network, tot grote schrik van Ricky Hayman, een gestreste gastheer. Bedreigd zijn baan te verliezen en doodsbang werkloos te worden, zoekt hij wanhopig naar een innovatief concept dat zijn omzet zou kunnen verhogen. Op dat moment ontmoet Ricky bij toeval een reizende goeroe, meneer "G", een charismatische prediker. Ricky kom tot het geniale idee om G zijn eigen show te geven en van telewinkelen een spirituele ervaring te maken.

## Rolverdeling
| Acteur          | Personage         |
| --------------- | ----------------- |
| Eddie Murphy    | G                 |
| Jeff Goldblum   | Ricky Hayman      |
| Kelly Preston   | Kate Newell       |
| Robert Loggia   | John McBainbridge |
| Jon Cryer       | Barry             |
| Eric McCormack  | Scott Hawkes      |
| Jennifer Taylor | Hot Tub Girl      |